# Peñasco Slossarczyk
El Peñasco Slossarczyk (en inglés: Slossarczyk Crag) es un peñasco de 805 m s. n. m. ubicado entre la bahía Doubtful y la bahía Esbensen en el extremo sureste de Georgia del Sur, un territorio ubicado en el océano Atlántico Sur, cuya soberanía está en disputa entre el Reino Unido el cual las administra como «Territorio Británico de Ultramar de las islas Georgias del Sur y Sandwich del Sur», y la República Argentina que las integra al Departamento Islas del Atlántico Sur, dentro de la Provincia de Tierra del Fuego, Antártida e Islas del Atlántico Sur. Fue encuestado por el South Georgia Survey en el período 1951-1957. Fue nombrado por el Comité Antártico de Lugares Geográficos del Reino Unido (UK-APC) por el tercer oficial Walter Slossarczyk, oficial de comunicaciones en el Deutschland durante la expedición antártica alemana bajo Wilhelm Filchner hasta su muerte en Georgia del Sur, el 26 de noviembre de 1911. Filchner había llamado con este nombra a la bahía Doubtful, pero el topónimo no sobrevivió.